# Similipedia diarris
Similipedia diarris is een naaldkreeftjessoort uit de familie van de Pagurapseudidae. De wetenschappelijke naam van de soort is voor het eerst geldig gepubliceerd in 2007 door Blazewicz-Paszkowycz & Bamber.